# August Philip Marderfelt
August Philip Marderfelt, född 1660, död 1732, var en svensk friherre och militär.

## Biografi
August Philip Marderfelt var son till Conrad Marderfelt och Augusta Eleonora von der Lancken. Han blev student vid Greifswalds universitet 1680, musketerare vid Wangelins regemente 1681, sergeant där 1682 och sergeant vid Alexander Erskines bataljon 1683. Marderfelt fick 1684 permission att gå i utländsk tjänst och deltog som löjtnant för lüneburgska trupper i fälttåget i Ungern. År 1686 blev han kapten i brandenburgsk tjänst. År 1688 blev Marderfelt kapten vid änkedrottningens livregemente, major där 1701, major vid Pommerska dragonregementet 1703 och överstelöjtnant där 1706. Han var överste och chef för regementet 1710–1713. Marderfelt blev fången vid kapitulationen i Tönningen. Efter hemkomsten 1714 blev han åter fången vid Stralsunds kapitulation 1715 och kom hem 1718. Marderfelt erhöll avsked 1719 och generalmajors karaktär 1720.